# Samuel Taylor Coleridge
Samuel Taylor Coleridge (fonetisch: /ˈkoʊlrɪdʒ/) (Ottery St Mary, Devonshire, 21 oktober 1772 – Highgate, Londen, 25 juli 1834) was een Engels dichter, denker en literatuurcriticus.
Coleridge was de jongste van tien kinderen van de dominee John Coleridge. Na de dood van zijn vader in 1781 werd hij naar een kostschool in Londen gestuurd. Als kind zocht hij voortdurend aandacht en dat wordt wel gezien als de eerste manifestatie van zijn afhankelijke gedrag op latere leeftijd. Hij bezocht de Universiteit van Cambridge, maar leed chronisch geldgebrek. Hij ontvluchtte het universiteitsleven en nam dienst in het leger. Hij was hier echter totaal ongeschikt voor, viel herhaaldelijk van zijn paard en was alleen goed in het schoonmaken van de stallen. Zijn literaire activiteiten uit die periode bestonden uit het schrijven van liefdesbrieven voor zijn kompanen.
Hij voltooide zijn studie niet en maakte met de dichter Robert Southey vage plannen om in het Amerikaanse Pennsylvania een nieuwe idealistische leefgemeenschap op te zetten. Deze plannen werden echter nooit gerealiseerd. In 1795 trouwden de twee vrienden met de zusters Sarah en Elizabeth Fricker, maar het huwelijk van Coleridge zou uiteindelijk op een mislukking uitlopen. Zijn oudste zoon, Hartley Coleridge, werd ook schrijver. Southey vertrok naar Portugal. Coleridge bleef in Engeland en publiceerde in 1796 zijn Poems on Various Subjects.
Coleridge had een zwakke gezondheid en begon al in 1796 opium te gebruiken als pijnstiller. Dat was in die tijd geen ongewone zaak, maar de verwoestende gevolgen ervan waren nog niet algemeen bekend.
In 1795 had hij de dichter William Wordsworth leren kennen. Coleridge verhuisde naar Nether Stowey in Somerset, waar Wordsworth ook woonde met zijn zuster Dorothy. Hun vriendschap en samenwerking leidde tot de publicatie van het belangrijke werk Lyrical Ballads in 1798. Dit werk wordt in Engeland beschouwd als het begin van de periode van de Romantiek. In deze bundel is ook Coleridge' lange gedicht 'The Rime of the Ancient Mariner' opgenomen.
Deze publicatie markeerde een bijzonder vruchtbare periode in de literaire loopbaan van beide schrijvers. Behalve 'The Rime of the Ancient Mariner' schreef Coleridge in dit annus mirabilis in een opiumroes het symbolische gedicht 'Kubla Khan' en begon aan het verhalende 'Christabel'. Beide gedichten bleven onvoltooid en zijn als fragmenten gepubliceerd. Ander werk uit deze vruchtbare periode zijn de gedichten 'This Lime-Tree Bower My Prison', 'Frost at Midnight' en 'The Nightingale'.
In het najaar van 1798 ondernamen Coleridge en Wordsworth een reis naar Duitsland. Hier raakte Coleridge geïnteresseerd in de Duitse filosofie van Immanuel Kant en in de literaire kritiek van de toneelschrijver Gotthold Lessing. Hij verdiepte zich in de Duitse taal en na zijn terugkeer naar Engeland in 1800 vertaalde hij de trilogie Wallenstein van de Duitse schrijver Friedrich von Schiller in het Engels. Hij vestigde zich toen, wederom in de nabijheid van Wordsworth, in het waterrijke Noord-Engelse Lake District.
Korte tijd hierna verviel hij weer tot zelftwijfel en ging zijn gezondheid achteruit, wat leidde tot een toenemende afhankelijkheid van opium. Hij hoopte verlichting te vinden in het buitenland en vertrok naar Malta en Italië.
In 1816 nam hij, verzwakt, verslaafd en terneergeslagen, zijn intrek in het huis van de arts James Gillman in Londen. Hier voltooide hij zijn voornaamste prozawerk, Biographia Literaria (1817), met autobiografische aantekeningen, verhandelingen over een veelheid aan onderwerpen en literaire theorie en kritieken.
Coleridge stierf in Highgate in Londen op 25 juli 1834.
Gezien hun literaire verwantschap en hun woonplaats in het Lake District worden Coleridge, Wordsworth en Southey vaak de Lake Poets genoemd.